# Doña Bárbara (novela)
Doña Bárbara es una novela escrita por el venezolano Rómulo Gallegos y publicada por Editorial Araluce, el 15 de febrero de 1929. Ha sido reeditada más de cuarenta veces y traducida a otros idiomas. Consta de tres partes y se ambienta en los llanos de Apure en Venezuela, en los predios del río Arauca.
Doña Bárbara es la novela venezolana más popular: desde su aparición, en 1929, se leyó con avidez quizás porque entre líneas Gallegos expresaba su rebeldía al régimen dictatorial de Juan Vicente Gómez y al atraso que vivía el país. La novela examina el tópico sociológico, de raíz positivista, civilización frente a barbarie en la vida venezolana rural. Entre otros méritos, se destaca la maestría del escritor en cuanto a la creación de personajes, así como también la descripción del paisaje llanero.
Para Carlos Fuentes, en la La nueva novela hispanoamericana, se trata de una de las novelas fundamentales de la literatura de América Latina y aquella que simbolizará "los primeros cien años de la novela y de la sociedad latinoamericana".Gabriel García Márquez, por su parte, en Vivir para contarla, la considera como una de sus primeras referencias antes de volcarse hacia Faulkner.

## Argumento
Doña Bárbara es la mujer más bella de Venezuela y dueña de la hacienda «El Miedo», cuyo antiguo nombre era «La Barquereña». Es una terrateniente, ruda e insensible por una experiencia traumática que tuvo por  de adolescente: Barbarita es una preciosa muchacha mestiza de quince años, cocinera de una piragua de contrabandistas y saqueadores, con los cuales se crio. Cuando iba a ser vendida a un sirio leproso, lleno de lujuria, ella piensa que podría alcanzar la salvación en el joven Asdrúbal, quien le enseñó a leer y escribir y del cual se enamora y espera su amparo. Pero el joven es asesinado por orden del "taita", capitán de la piragua, el cual poco después es asesinado por los demás piratas en una rebelión causada por la perturbadora hermosura y sensualidad de Barbarita, que queda inerme, a discreción de sus salvaje acompañantes, que la violan brutalmente. Éste es como el bautizo de la violencia y el nacimiento de la dureza en la vida de Doña Bárbara. Luego planean vender a Barbarita al turco, aunque sea por las veinte onzas que había ofrecido antes. 
De sus manos la rescató aquella noche Eustaquio, viejo indio baniba que servía de piloto en la piragua, sólo por estar cerca de la hija de aquella mujer de su tribu que, a la hora de sucumbir a los crueles tratos del capitán, le recomendó que no le abandonase a la guaricha; se asientan en una comunidad indígena donde le enseñan a Barbarita rituales de brujería, pero su inmensa belleza provoca que las hembras celosas la vigilen y la envidien y que los mozos la codicien y empiezan a pelear por lograr su amor. Esto provoca que corran a los dos de la comunidad. Barbarita y Eustaquio empiezan a viajar entre ríos, de puerto en puerto, vendiendo víveres, hasta que, en un rudimentario puerto, Barbarita conoce a Lorenzo Barquero, quien se hace su amante y la lleva a su hacienda, "La Barquereña".  
Bárbara logra que Lorenzo se vuelva un alcohólico y en unas de sus borracheras consigue quitarle "La Barquereña". Bárbara corre a Lorenzo junto a la hijita de ambos, la cual, cuando nació, tuvo que ser amamantada por otros pechos, ya que Bárbara no quiso verla siquiera, ya que ni aún la maternidad aplacó su rencor hacia los hombres; por el contrario, se lo exasperó más; un hijo en sus entrañas era para ella una victoria del macho, una nueva violencia, y bajo el imperio de este sentimiento concibió y dio a luz a la niña a la cual Juan Primito, un bobo que padecía retraso mental, mandadero de recados en la hacienda, determina por ocurrencia suya que la niña se llame Marisela; y después cuando lanzado de su casa Lorenzo Barquero ambos sobreviven gracias a la ayuda de Juan Primito.  
Por medios ilegales y violentos, cada día aumenta su propiedad. El hato vecino, de los Luzardo, mal administrado y dirigido por los hombres de mal proceder, es la víctima más cercana de los descarados manejos de Bárbara.  
Ha pasado unos 15 años, y ahora la llamada Doña Bárbara es una mujer cruel que por tener tantos amantes se ha ganado el apodo de "La Devoradora de Hombres". Por aprovecharse de estos para su bienestar personal, también se ha ganado el apodo de "La Cacica del Arauca". Además, a través de sobornos ha comprado al Jefe Civil del pueblo para que se haga de la vista gorda mientras ella roba tierras y ganado de haciendas vecinas.  
Santos Luzardo, un joven abogado, heredero del hato vecino a "El Miedo", el hato "Altamira", llega a sus tierras desde Caracas, donde estaba estudiando Derecho. Santos quiere vender las tierras que le dejó su padre, pero luego se olvida de tal idea cuando comprueba que todo el territorio se encuentra en manos de una enigmática mujer, Doña Bárbara, a la que todos conocen como "La Devoradora de Hombres", que mediante hechizos y pactos diabólicos y sus artes seductoras ha conseguido convertirse en una de las cacicas más poderosas en el lugar. Así que Santos, muy obstinado, se queda dispuesto a recuperar el esplendor que tenía su hacienda en los tiempos en que él vivía allí. 
Al llegar, se encuentra con una hacienda destruida, mal administrada por Balbino Paiba, mano derecha y amante de turno de Doña Bárbara. Ella logró ponerlo como administrador de la hacienda "Altamira", para poder robar tierras y ganado de ese hato a sus anchas. Doña Bárbara también tiene otro cómplice, un inmigrante estadounidense llamado Guillermo Danger. Algunos peones de "Altamira" no creen que Santos sea el que le ponga bocado a las fechorías de Doña Bárbara, pero él demuestra con su manejo excelso del caballo, que el equilibrio del poder de la región están a punto de cambiar. 
En el hato vecino a la propiedad de Santos vive Doña Bárbara, hermosa mujer de cuarenta años en el esplendor de la madurez, acostumbrada a conseguir todo por el lado equivocado. Ella, con el poder de su sensualidad, no encuentra resistencia, disfruta enamorando hombres para después destruirlos. Su primera víctima fue el primo de Santos, Lorenzo Barquero. Santos visita a su primo Lorenzo Barquero, lo encuentra viviendo en un eterno estado de embriaguez; Santos, quien tiene firmes ideas pacifistas, logra que Lorenzo olvide las rencillas que había antes entre los Luzardo y los Barquero. Allí conoce a Marisela que es una joven bellísima de quince años pero asilvestrada e ignorante. La niña creció de una manera salvaje, mientras su madre se hacía cada vez más rica y su padre se dio a la bebida. Santos se conmueve y decide ayudar a la muchacha. 
Míster Danger desea a la bella Marisela, quien por crecer en medio de la miseria es una muchacha salvaje y sin educación. Él empieza a sobornar a Lorenzo con botellas de licor, para que le venda a Marisela y así poder hacerla suya. Pero, cuando Lorenzo está a punto de ceder, llega Santos y evita que Marisela sea vendida al cruel Míster Danger. Se lleva a vivir a Lorenzo y a Marisela a "Altamira", dónde empieza a educar a Marisela e intenta alejar a Lorenzo del alcohol. Santos descubre que Doña Bárbara se ha adueñado de gran parte de sus tierras y la denuncia ante el Jefe Civil Pernalete. Al llegar a la sede de la jefatura civil, Santos descubre que el secretario de Pernalete no es otro que su viejo compañero de la universidad, el licenciado Mujica "Mujiquita", quien le aconseja que no se meta con Doña Bárbara porque le podría ir mal. 
Al llegar ésta a la jefatura y ver a Santos Luzardo, queda impresionada por su porte varonil y por el gran parecido que tiene a su primer y hasta el momento único amor, Asdrúbal. Ante las arbitrariedades de Doña Bárbara, Santos Luzardo quiere responder con la justicia y la hidalguía en el reclamo de su propiedad, pero luego comprende que la "ley del llano" es otra: la violencia. 
Doña Bárbara quiere apoderarse de todas las tierras de Santos Luzardo, pero éste será un fuerte rival y le da a Doña Bárbara donde más le duele: su corazón, pues la recia mujerona, "la marimacho", no puede evitar enamorarse del apuesto hombre y hará todo lo posible por conquistarlo. Doña Bárbara se da cuenta de que no será fácil hacer que Santos se enamore de ella, por todo lo malo que ha hecho en el pasado, por lo que ésta hábilmente consigue un cordón con la medida de Santos con el cual pensaba hacerle brujería; pero la rápida intervención de su hija Marisela, que también está enamorada de Santos, impide que su plan se lleve a cabo, desatando aún más la rabia, el odio y los celos de Doña Bárbara contra su hija Marisela por estar entre ella y el hombre que ama. 
Todos los intentos de Doña Bárbara por conquistarlo son en vano, Santos no se deja seducir por la hermosura y sensualidad de la mujerona, prefiere la agreste belleza y juventud de Marisela, "La Flor de Altamira", ha caído prendido de la dulzura e inocencia de la muchacha y se enamora de ella, amor que es correspondido. Al enterarse, Doña Bárbara, se llena de celos y odio, trata de matar a su hija, pero al ver juntos a Santos y a Marisela se acuerda de su amor frustrado de juventud, se le despierta la madre reprimida: "Es tuyo. Que te haga feliz". Doña Bárbara, vencida, sin atreverse a privar de la vida y la felicidad a su propia hija, Marisela, le deja a ésta todas sus propiedades y abandona aquel escenario donde realizó sus más encarnizadas luchas. 
Doña Bárbara se va, nunca más sabiéndose algo de ella. Algunos creen que se ha suicidado en el tremedal de "La Chusmita" ya que hacia allá la vieron dirigirse, con la sombra de una trágica resolución en el rostro; pero también se habla de un bongo que bajaba por el Arauca y en el cual alguien creyó ver una mujer y opinan que ha vuelto a sus orígenes, "más allá del Cunaviche, más allá del Cinaruco, más allá del Meta". 
Santos Luzardo triunfa al fin sobre la maldad, el desorden y el atraso del llano. El hato "El Miedo" vuelve a ser de los Luzardo y la esperanza renace sobre la voluntad de Santos y Marisela, que habían ganado la batalla contra las fuerzas maléficas. Al final todo lo que vence en la llanura venezolana es el amor y la justicia.  
Todo esto representa el conflicto entre la civilización y la barbarie. En ella el progreso está personificado en Santos Luzardo y el atraso, impuesto por el determinismo del medio geográfico, en el resto de los personajes, especialmente en doña Bárbara. Las líneas finales de la novela escrita por Gallegos dejan exponer con perfecta maestría la naturaleza y la tierra venezolana y de los seres más íntimos de sus entrañas, los llaneros. 

¡Llanura venezolana! propicia para el esfuerzo, como lo fue para la hazaña, tierra de horizontes abiertos, donde una raza buena, ama, sufre y espera!...

   Escritora: Camila reyes

## Temática
Doña Bárbara representa aquella Venezuela cruel, insensible por la corrupción, traición, despotismo, falta de libertad,  latifundismo e injusticia y brujería; pero en el melodrama se muestra que en la realidad existía también una raza buena que ama, sufre y espera para luchar contra la dictadura desenfrenada de aquel entonces, gente representada por Santos Luzardo.
Es una novela realista, hay en ella una observación profunda del mundo, una marcada descripción de una realidad, su intención va más allá de lo literario. Persigue un fin social, un cambio en la sociedad, la obra muestra la clásica y casi compulsiva obsesión de Rómulo Gallegos por incidir en la realidad Venezolana rural, salvaje e insensata del siglo XIX mediante un proyecto civilizador que plantee, en primera instancia, un impulso educativo abrasador, proyectado por una sociedad o un hombre intelectual cuya meta es concientizar al bárbaro, luego de la negativa inicial que la única manera de progreso es el cumplimiento de la ley y que existen mecanismos colectivos de bien común que van más allá de simples personalismos e instintos particulares. Gallegos plantea, pues, una solución al caudillismo.
Se cuenta que una vez que salió la novela, alguien informó al general Juan Vicente Gómez (entonces presidente de Venezuela) que era contraria a su causa. Gómez pidió que se la leyeran. Fue tanto el interés de Gómez por la trama que, en cierta ocasión, en campo abierto, al anochecer, hizo encender los faros de los automóviles para no interrumpir la lectura. Finalizada esta comentó: Ese libro no puede ser contra mí porque es muy bueno. Gómez ofreció después el cargo de senador por el estado Apure a Gallegos, pero este optó por el destierro.

## Personajes
Principales

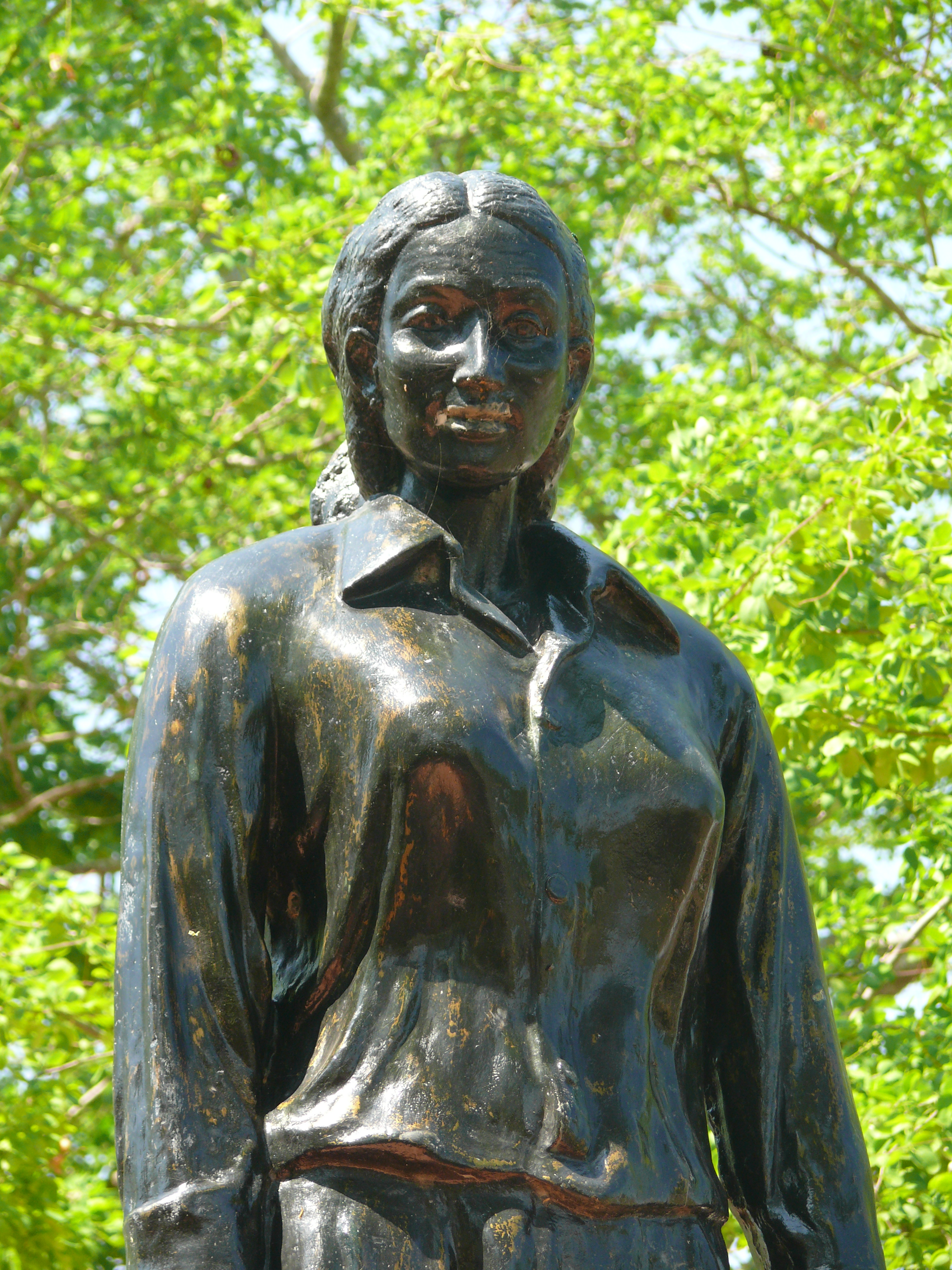
Monumento a doña Bárbara en el estado Apure, Venezuela.

- Doña Bárbara: Representa la barbaridad del llano, es todo lo contrario a Santos Luzardo; ella es arbitraria, violenta, astuta y caprichosa, lo que le valió los apodos de "la dañera" o "la devoradora de hombres". Sin embargo, todavía en ella no hay una ausencia absoluta de sentimientos, que son despertados intensamente por Santos Luzardo. Sus maneras contradictorias son producto de su herencia mestiza y reflejan el comportamiento salvaje de su ambiente. Su comportamiento es una reacción al trauma que ella sufrió en su niñez, víctima de una violación.

- Santos Luzardo: Representa la civilización y el progreso. Él es un hombre del llano civilizado por la ciudad, y al mismo tiempo, abogado y doctor graduado de la Universidad Central de Venezuela. Luzardo es un hombre con gran profundidad psicológica y en esencia es buena persona. Se propone instaurar el orden que la tiranía de doña Bárbara había instaurado en las tierras del Llano. Se resiste a los amores de "la devoradora de hombres" y se enamora de Marisela, a la que había educado.

- Marisela Barquero: Hija de doña Bárbara y de Lorenzo Barquero, fue abandonada por su madre a su propia suerte, es fiera razón por la que andaba sucia y desgreñada. Después, gracias a Santos, se convirtió en una persona diferente. En el momento en que Santos Luzardo decide hacerse cargo de ella descubrimos a una Marisela renovada, bella, tierna, traviesa y de rápido aprendizaje. Marisela simboliza definitivamente la evolución, un cambio de lo salvaje y primitivo al progreso.

Secundarios
- Lorenzo Barquero: Hijo menor de su familia. Joven con mucho futuro por delante, que al morir su padre se ve obligado a regresar al llano en donde su voluntad es destruida por la desgracia y el vicio.
- Juan Primito: Representa la superstición y la creencia pagana de los hombres del llano. Empleado de Doña Bárbara, enamorado de Marisela.
- Guillermo Danger: llamado también «Míster Danger». Proviene de Alaska y representa el desprecio de los extranjeros hacia los venezolanos. Es cómplice de Bárbara. Tiene un humor negro y despiadado, es musculoso, de ojos claros, piel rojiza y cabello rubio.
- Ño Pernalete: Es el Jefe de la Gobernación Civil. Representa, en unión con «Mujiquita», la incompetencia política del país y el decadente estado de derecho, al mismo tiempo representa el estado deprimente de la sociedad, causada por los líderes políticos de la época. Se opone a que cualquier gestión de la justicia se haga al margen de su supervisión o al margen de las normas no escritas del caciquismo. Tendrá un par de enfrentamientos con Santos Luzardo, abogado de profesión, por esa misma razón.
- Balbino Paiba:  junto a Melquiades Gamarra ayudan a Doña Bárbara a matar a los hombres que Bárbara manda matar sin necesidad de que esta les pague.
- Antonio Sandoval, Juan Palacios, Carmelito López y María Nieves: Son los peones de la hacienda Altamira. Son compañeros y ayudan a Santos.

- Asdrúbal: Es la personificación del amor. De él nace el amor como lo entiende Barbarita en su adolescencia.
- Félix Luzardo: Hijo primogénito de don José Luzardo y doña Asunción, es asesinado por su propio padre.
- Venancio: Hijo de Don Venancio, Venancio es el amansador.
- Mujiquita: Amigo de Santos, Mujiquita trabaja en la jefatura civil.[6]
- Melquiades Gamarra:(el brujeador) espaldero de doña Bárbara. Era el que cometía los crímenes por ella, era el espanto de la sabana porque en las noches no dejaba a los caballos en paz para que fueran a los corrales equivocados y tuvieran relaciones.
- Genoveva Sandoval: Es la mejor amiga de Marisela. Nieta de Melesio Sandoval y sobrina de Antonio Sandoval.
- Melesio Sandoval: Padre de Antonio, fue uno de los peones más leales de la hacienda Altamira.

## Adaptaciones

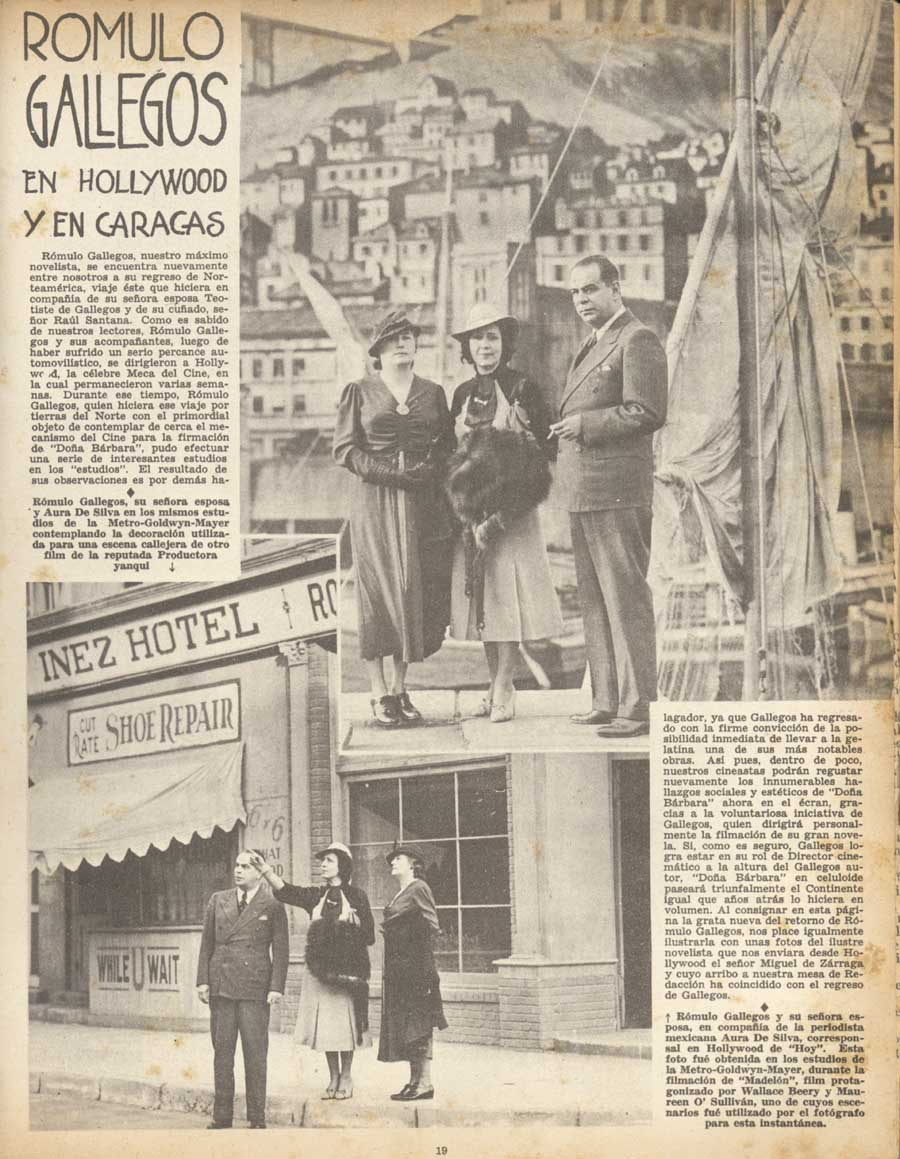
«Rómulo Gallegos en Hollywood y en Caracas», artículo publicado en la revista Elite (N.º 645, 12 de febrero de 1938), con ocasión de la producción de la película Doña Bárbara

### Cine
- Doña Bárbara fue llevada a la pantalla en 1943, producida por Clasa Films, (originalmente Jesús Grovas), dirigida por Fernando de Fuentes y protagonizada por la actriz mexicana María Félix, quien deslumbró desde el primer instante al mismo Rómulo Gallegos que adaptó y escribió el guion con Fernando de Fuentes. Esta versión dura 138 minutos y tiene sonido monoaural. Estuvo protagonizada por María Félix, Andres Soler y María Elena Marqués, la fotografía es de Alex Phillips, la escenografía de Jesús Bracho y la música de Francisco Domínguez y Prudencio Esaá.
- Doña Bárbara, película argentina de 1998, con guion y dirección  de Betty Kaplan, estuvo protagonizada por Esther Goris, Jorge Perugorría y Ruth Gabriel.
- Doña Bárbara, versión salvadoreña realizada por  Daniel Polanco y CECCO Producciones en el 2012, estuvo protagonizada por Jocelyn Recinos, David Rodríguez López y Ángeles Polanco.
- Bárbara, dirigida por John Petrizelli y estrenada en 2017, no se trata de una adaptación en el sentido más estricto, sin embargo utiliza la historia de Gallegos como base, transcurre en el llano venezolano y dialoga con varios de sus personajes más emblemáticos: Doña Bárbara, Marisela, Santos Luzardo, Melquiades y Mister Danger.

### Radio
Una versión radiofónica de Doña Bárbara fue trasmitida por la radio de Cuba en 1942 con las  voces de la actriz española María Valero y Ernesto Galindo en el programa La Novela del Aire y posteriormente por la gran actriz cubana Raquel Revuelta y Manolo Coego, dirigidos por Roberto Garrido en la televisión de la empresa CMQ.

### Televisión
- Doña Bárbara (1958), telenovela venezolana protagonizada por Adilia Castillo, Edmundo Valdemar y Aura Rivas (retransmitida por Televisa Venezuela).
- Doña Bárbara (1961), telenovela cubana protagonizada por Raquel Revuelta y Odalys Fuentes (retransmitida por Cubavisión).
- Doña Bárbara (1963), telenovela peruana protagonizada por Saby Kamalich (retransmitida por América Televisión).
- Doña Bárbara (1967), telenovela venezolana, protagonizada  por Lupita Ferrer (retransmitida por Venevisión).
- Doña Bárbara (1975), telenovela venezolana, protagonizada  por Marina Baura, Elio Rubens y Marisela Berti (retransmitida por RCTV).
- Doña Bárbara (1977) telenovela cubana protagonizada por Raquel Revuelta, Manolo Gómez y Cristina Obín (retransmitida por Cubavisión).
- Doña Bárbara (2008), realizada en Colombia, protagonizada  por Edith González, Christian Meier y Génesis Rodríguez (retransmitida por Telemundo/Canal Caracol).
- La Doña (2016), Realizada en México por Argos Comunicación y Telemundo y protagonizada por Aracely Arámbula, David Chocarro y Danna Paola (adaptación moderna).

### Ópera
En 1966, con la asistencia de Rómulo Gallegos, fue estrenada en el Teatro Municipal de Caracas, la ópera Doña Bárbara, con música de Caroline Lloyd, arreglo musical de Hershy Kay y libreto de Isaac Chocrón, inspirada en su famosa novela. Un numeroso público llenó el teatro a donde también asistieron distinguidas personalidades de la política y la cultura. Al final de la representación, según personas que se encontraban en el teatro, el ilustre escritor lloró emocionado y aplaudió la versión musical de su obra. En esta ópera la mezzosoprano Morella Muñoz y el barítono Ramón Iriarte interpretaron los personajes principales: Doña Bárbara y Santos Luzardo.  El elenco incluía a: Rosita del Castillo, Eduardo Melgar, Darío Ramírez, José Castro, Rafael Briceño y coro. Dos directores estuvieron al frente de la orquesta: Herbert Grossman y Carlos Mendoza.